# Maikammer
Maikammer település Németországban, Rajna-vidék-Pfalz tartományban. Lakosainak száma 4469 fő (2023. december 31.).

## Népesség
A település népességének változása:
| Lakosok száma | 3604 | 4362 | 4336 | 4380 | 4423 | 4469 |
|               | 1975 | 2017 | 2019 | 2021 | 2022 | 2023 |